# Carl Winkel
Carl Winkel (geboren 20. August 1857 in Göttingen; gestorben 14. Juni 1908 ebenda) war ein deutscher Kaufmann und Fotograf.
Er war der älteste Sohn von Rudolf Winkel, des Gründers der gleichnamigen Firma in der Göttinger Straße Düsterer Eichenweg 5-7, in der optische Instrumente hergestellt wurden. In dem väterlichen Unternehmen, das später auch als R. Winkel GmbH oder kurz als „Zeiss-Winkel“ oder „Winkel-Zeiss“ mit Fabrikanlagen in der Königsallee 19/21 bekannt wurde, fungierte Carl Winkel später als Betriebsleiter.
Winkel war einer der Mitbegründer des 1893 gegründeten Photographischen Vereins Göttingen, in dem er sich dann rege engagierte. Landesweit und vielfach beteiligte er sich mit eigenen Aufnahmen an Gemeinschaftsausstellungen zur Amateurfotografie, insbesondere mit stimmungsvollen Landschaftsbildern.
Zu Winkels zahlreichen Auszeichnungen - darunter die Photofreund-Plakette - zählte beispielsweise die Silberne Medaille auf der Internationalen Ausstellung für Amateur-Photographie in der Gartenbauhalle der Thüringer Gewerbe- und Industrie-Ausstellung, die vom 14. August bis 8. September 1894 in Erfurt gezeigt wurde.
Arbeiten Winkels, einige erschienen als Druck in der Photographischen Rundschau, wurden nach einer Ausstellung in den Räumen des Hofkunsthändlers Amsler & Ruthardt vom Reichskommissar Fritz Matthies-Masuren und Franz Goerke zusammengestellt zwecks Beschickung der Gemeinschaftsausstellung der deutschen Abteilung auf der Weltausstellung 1904 in St. Louis. In diesem Kontext wurde Winkel als einer der „besten Fachfotografen“ Deutschlands an erster Stelle hervorgehoben.
Nur wenige Jahre später starb Carl Winkel im Alter von 49 Jahren in seiner Geburtsstadt Göttingen.